# Сврака
Европейската сврака или само сврака (Pica pica), е вид птица от семейство Вранови (Corvidae). Тя е немигриращ вид, повсеместно разпространен в Европа, голяма част от Азия, а така също и в Северозападна Африка.

## Разновидности
В ранноплейстоценското палеонтологично находище край гр. Вършец са открити най-древните в света останки (фосили) от свраки от рода Pica, описани през 2021 г. като Pica praepica с възраст около 2,5 млн. г. Предполага се, че този вид е възможният родоначалник на съвременната сврака Pica pica
В съвременността съществуват множество подвидове. Наскорошни изследвания сочат, че корейската разновидност (P. pica sericea) е генетично твърде различна от останалите евразийски подвидове и е възможно да представлява отделен вид. Други 2 разновидности - P. p. mauretanica (разпространена в Северозападна Африка) и P. p. asirensis (срещаща се в Югозападна Арабия) притежават специфично оперение и също могат да се окажат самостоятелни видове.

## Физически характеристики
Европейската сврака е лесно отличима от другите видове птици. Контрастното черно-бяло оперение и дългата (20-30 см), насечена (градуирана) опашка, както и силните, резки крясъци, са нейни характерни черти. Мъжкият е малко по-едър от женската.
Дължината на тялото й е 40-51 см. Главата, шията и гръдната област са лъскаво черни с метално зелен и виолетов блясък. Раменната и коремната област са чисто бели. Крилата са черни, със зеленикав или пурпурен блясък. Маховите пера имат бели вътрешни ветрила, които стават очевидни при разтваряне на крилата. Градуираната опашка е черна, изпъстрена с бронзово зелен и други преливащи цветове на дъгата. Клюнът и краката са черни. Малките на свраката наподобяват възрастните индивиди, но в началото им липсва характерния метален блясък на черното оперение.

## Начин на живот и хранене
Като повечето вранови птици, и свраката е всеядно животно. Храни се с всякаква животинска храна: млади птици и яйца, дребни бозайници, насекоми и др. Не се отказва от жълъди и житни растения.
В открити местности европейската сврака привлича вниманието с последователното преминаване един след друг на няколко индивида, махащи бързо с късите си криле и ознаменуващи своето преминаване с крясъци. При отлитане опашката рязко се повдига нагоре и внимателно се отделя от земята. Подобно на другите вранови птици, обичайният начин на придвижавне на свраката по земята е ходенето. Ако обаче вниманието ѝ е привлечено от храна или какъвто и да е особен предмет, тя извършва бързи странични скокове с леко разтворени криле.

## Размножаване
Европейската сврака избира високи дървета за направата на големите си гнезда. В области, където има недостиг на дървета, а понякога дори и в гористи местности европейската сврака гнезди по храсти или живи плетове.
Гнездото е здраво прикрепено към централно разклонение на горните клони. Скелетът от клечки бива циментиран с пръст и глина; облицовка от същия материал бива покрита с тънки остри корени. Нагоре следва як, макар и рехав, свод от бодливи клони с грижливо прикрит вход. При окапване на листата тези гнезда се открояват ясно. Привързаността на свраките към всякакви лъскави предмети и склонността им да ги носят в гнездата си са пословични.
Яйцата на европейската сврака са относително малки. Обикновено техният брой е между 5 и 8, но има описани случаи, в които той е достигал до 10. Както основният цвят, така и багрите на петната варират. Най-често са синьо-зелени, с гъсто разположени кафяви и сиви петънца. Свраката снася яйцата си през април и отглежда едно поколение годишно, освен ако нещастие засегне първото й за периода мътило.